# Daniel Lewis
Daniel Lewis (Oakville, 3 aprile 1976) è un allenatore di pallavolo ed ex pallavolista canadese, nel ruolo di libero, assistente allenatore della nazionale canadese maschile.

## Carriera

### Allenatore
Nel 2017 assume l'incarico di assistente allenatore della nazionale canadese maschile: nel 2022 gli viene affidata la formazione impegnata nella Coppa panamericana, con la quale conquista la medaglia d'argento, mentre un anno dopo si aggiudica prima l'oro alla Coppa panamericana e poi l'argento alla NORCECA Final Six.

## Palmarès

### Club
- Campionato polacco: 2

2006-07, 2007-08
- Campionato sloveno: 4

2009-10, 2010-11, 2011-12, 2012-13
- Coppa di Polonia: 2

2006-07, 2013-14
- Coppa di Slovenia: 4

2009-10, 2010-11, 2011-12, 2012-13
- Middle European League: 3

2009-10, 2010-11, 2012-13

### Nazionale (competizioni minori)
- Coppa Panamericana 2011
- NORCECA Champions Cup 2015
- Giochi panamericani 2015

### Premi individuali
- 2010 - Champions League: Miglior ricevitore
- 2015 - NORCECA Champions Cup: MVP

### Allenatore

#### Nazionale (competizioni minori)
- Coppa panamericana 2022
- Coppa panamericana 2023
- NORCECA Final Six 2023